# Xã Bennett, Quận Fillmore, Nebraska
Xã Bennett (tiếng Anh: Bennett Township) là một xã thuộc quận Fillmore, tiểu bang Nebraska, Hoa Kỳ. Năm 2010, dân số của xã này là 90 người.